# کونوو (استان کرجالی)
کونوو (به بلغاری: Konevo) یک منطقهٔ مسکونی در بلغارستان است که در شهرستان کاردژالی واقع شده‌است.